# Leschwies
Der Ruisseau de Leschwies genannt, ist ein gut eineinhalb Kilometer langer Bach in der wallonischen Provinz Luxemburg und ein linker und nördlicher Zufluss des Foulterflasses.

## Verlauf
Der Ruisseau de Leschwies entspringt östlich von Heinstert auf einer Höhe von etwa 394 m O.P. in einer landwirtschaftlich genutzten Landschaft. Der Wasserlauf führt zunächst gut zweihundert Meter in östlicher Richtung durch die offene Flur und wird dann auf seiner linken Seite von einem weiteren Quellast gespeist. Kurz danach durchfließt der Ruisseau de Leschwies ein Wäldchen und wechselt dort in einem sanften Bogen seine Richtung nach Südosten. Etwas später fließt ihm auf seiner rechten Seite ein Waldbächlein zu. Der Ruisseau de Leschwies mündet schließlich westlich von Attert-Post auf einer Höhe von etwa 337 m O.P. in den Foulterflass.